# История Императорского Казанского университета
«История Императорского Казанского университета за первые сто лет его существования, 1804—1904» — сводный труд юриста и историка либерального направления Н. П. Загоскина, опубликованный в четырёх томах в 1902—1906 годах. По жанру являлся позитивистской «документальной историей», охватывая лишь первые 23 года существования университета (1804—1827), продолжения которым так и не последовало.

## История создания
Николай Павлович Загоскин в 1880 году был утверждён ординарным профессором юридического факультета Казанского университета, однако с 1885 года перешёл на аналогичную должность по кафедре истории русского права. По своим историческим взглядам Н. П. Загоскин принадлежал к государственной школе в историографии, его труды были посвящены истории русского права и государственных институтов Российского государства, методологии и историографии их изучения. В дальнейшем он также успешно занимался русской историей, а также краеведением Казанского Поволжья; возглавлял газеты «Волжский вестник» и «Камско-Волжский край». Из многочисленных его трудов Д. М. Усманова называла именно «Историю Казанского Императорского университета» как получившую наибольшее признание.
Лично Н. Загоскин утверждал, что задача написания масштабной истории университета была возложена на него самой университетской корпорацией на заседании Совета Казанского императорского университета от 27 мая 1897 года. Задача была поставлена ввиду близящегося 100-летнего юбилея основания учебного заведения. Однако задача возникла намного ранее: ещё весной 1894 года, то есть за десять лет до юбилея, задача составления истории университета была признана неотложной. Проект этой истории, составленный Н. А. Загоскиным был решением Совета от 28 октября 1895 года передан на экспертизу всем факультетам; в ответ историко-филологический факультет представил альтернативный проект Д. А. Корсакова. После длительного обсуждения был утверждён проект Загоскина. Проекты в известном смысле были схожими, однако Корсаков ставил более масштабные задачи. Предполагалось учредить особый «Комитет для составления истории Университета» и создать грандиозный коллективный труд, который включал бы не только историю как таковую, но и словарь лиц, которые не занимали научных должностей в университете, подготовить сводные списки всех студентов и магистров, создать альбом фотографических портретов, и т. п. Загоскин, разработав принципы систематизации и использования источников по истории университета, предполагал осуществить работу единолично. По мнению Д. Усмановой, именно это решило обсуждение в его пользу: «возможно, многих профессоров всерьёз испугала перспектива, отложив свои непосредственные научные и служебные обязанности, посвятить себя всецело юбилейным заботам». При голосовании концепция Загоскина получила 23 голоса «за» и 8 «против». Учёный был утверждён официальным историографом университета с дополнительным жалованьем 1200 рублей в год, аналогичным было жалованье профессора историко-филологического факультета.
Н. П. Загоскин регулярно информировал коллег по Совету о ходе проделанной работы, что отражалось в протоколах. Для работы профессору были созданы условия наибольшего благоприятствования: предоставлены полные комплекты «Учёных записок» и «Известий Казанского университета», предоставлен свободный доступ к архиву университета, предоставлено специальное помещение для работы и хранения материалов, которое с 1898 года было открыто для всех желающих. Все просьбы о командировках в столичные архивы удовлетворялись без задержек. К осени 1900 года почти полностью были обработаны архивные фонды, включая архив Министерства народного просвещения, в ходе работы была обнаружена потерянная рукопись Н. И. Лобачевского, переданная в рукописный отдел библиотеки. По определению Е. А. Вишленковой и А. А. Сальниковой, Загоскин являл собой идеальный тип учёного-систематизатора: он пошёл на фронтальное прочтение всех материалов университетского архива, который в то время был плохо систематизирован. Каждый документ в сокращённом виде выписывался на специальную карточку; карточки распределялись по ящикам с этикетками, каждый из которых касался определённой стороны университетской жизни. Параллельно составлялись именной и предметный указатели. На каждую фамилию преподавателя, встречавшегося в архиве, заводился отдельный лист, на который выписывались сведения, полученные из других источников. Однако, по мнению тех же исследовательниц, замысел «систематизированного пересказа всех делопроизводственных документов» был изначально обречён на провал: почти десятилетний труд в четырёх томах вместил всего 25 лет университетской истории.
В 1900 году Н. П. Загоскин выразил уверенность, что уже в следующем году он успеет опубликовать первую часть истории, посвящённую событиями 1805—1827 годов; соответственно, в 1902 и 1903 годах должны были выйти вторая часть (события 1827—1863 годов) и третья часть (1863—1903 годы). Фактически была опубликована лишь первая часть в четырёх томах, событийная канва которой была доведена до окончания «эпохи Магницкого». На заседании совета 14 апреля 1903 года Николай Павлович скорректировал планы, и выразил уверенность, что «при благоприятном стечении обстоятельств и достойном финансировании» сможет завершить свой труд за шесть лет, то есть к вековому юбилею полного открытия университета (1914 год). Эти намерения так и не были реализованы: бюджетные расходы были существенно меньше требуемых, а сам Н. П. Загоскин, вдобавок, исполнял обязанности декана юридического факультета, а далее и ректора, да ещё и в революционной обстановке 1905 года, в условиях, когда занятия в 1905—1906 годах были сорваны и не возобновлялись. Вековой юбилей 1904 года так и не был отпразднован. Весной 1906 года Загоскин был избран и Высочайше утверждён ректором. Сумев не изменить своим либеральным взглядам, Загоскин сохранил ядро профессуры, не уронив её авторитета и в то же время не позволил бунтующим студентам спровоцировать власти на репрессии. Однако в 1909 году Н. П. Загоскин не был переизбран на должность ректора, а осенью 1911 года был избран от университета в Государственный совет и переехал в Петербург, где и скончался в феврале 1912 года.

## Критическое восприятие
Отклики на «Историю» с самого начала были благожелательными. Первую развёрнутую рецензию в 1905 году опубликовал А. А. Кизеветтер, который утверждал, что «приятной внешности соответствует и полное увлекательного интереса содержание». В том же году вышли рецензии в «Мире Божьем», «Вестнике Европы» и «Журнале Министерства народного просвещения». В этом последнем издании вышла рецензия казанского правоконсервативного деятеля В. Ф. Залеского. Она включала отзыв на первые три изданных тома и, вероятно, отражала как личные, так и доктринальные разногласия рецензента и Загоскина, который стал лидером «Академического союза». Объёмная рецензия завершается констатацией, что изданная «История» является фактически «сборником материалов для истории Казанского университета», которые, по мнению В. Залеского, страдают неполнотой и прямыми ошибками. Специально рассматривавший рецензию О. В. Морозов, отмечал, что Залеский был очень внимателен к деталям, и высказывая несогласие с Загоскиным, всегда обосновывал свои суждения ссылками на литературу и архивные источники. Ни в одной другой рецензии столь скрупулёзной проверки работы с первоисточниками более не производилось. В то же время позиция В. Залеского принципиально негативная, практически не упоминая ни одного из достоинств труда, но и не позволяя себе эмоциональных выпадов.
Е. Вишленкова и А. Сальникова также отмечали, что в XXI веке труд Загоскина «видится классическим фундаментальным изданием». Все последующие исследователи, обращавшиеся к составлению сводных историй Казанского университета, использовали компендиум Загоскина как источник подчас уникального материала. Однако, если автор мыслил свой труд именно как справочный, то «думается, мало нашлось тех, кто прочитал все четыре тома как единую историю». В этом отношении двухтомный словарь по персоналиям профессоров и преподавателей университета, оказался более удачным. Выпущенный в 1904 году, он почти на треть был составлен Н. П. Загоскиным по той же методике, что и «История».

## Издание
- История Императорскаго казанскаго университета за первые сто лет его существования, 1804—1904 / [соч.] Н. П. Загоскина, заслуженнаго ординарнаго проф. — Казань: Типо-литогр. Имп. казанскаго ун-та, 1902—1904.
  - Т. 1: Введение и ч. 1: (1804—1814). — 1902. — XLV, 567, [24] с.
  - Т. 2: ч. 2: (1814—1819). — 1902 (обл. 1903). — 698, XVIII, VII с.
  - Т. 3: Окончание ч. 2 и ч. 3: (1814—1819 и 1819—1827). — 1903 (обл.1904). — 594, XVI, VI с.
  - Т. 4: Окончание ч. 3: (1819—1827). — 1904 (обл. 1906). — 692, XVIII, VIII с.